# Безхлібниця
Безхлібниця (рос. Безхлебница) — колишній хутір у Рогачівській волості Новоград-Волинського повіту Волинської губернії та Рогачівській сільській раді Баранівського району Волинської округи та Київської області.

## Населення
Кількість населення, станом на 1923 рік, становила 24 особи, кількість дворів — 4.

## Історія
До 1923 року — хутір Рогачівської волості Новоград-Волинського повіту Волинської губернії. У 1923 році включений до складу новоствореної Рогачівської сільської ради, котра, від 7 березня 1923 року, стала частиною новоутвореного Баранівського району Житомирської (згодом — Волинська) округи. Розміщувався за 13 верст від районного центру, міст. Баранівка, та 3 версти від центру сільської ради, с. Рогачів.
Знятий з обліку населених пунктів до 1 жовтня 1941 року.